# 2018 AJ
2018 AJ — астероид, сближающийся с Землёй и Марсом.
Сближение с Землёй произошло 23 января 2018 года в 12:25 UTC, расстояние 1,7 млн км, относительная скорость 5,54 км/c (19 967 км/ч).
Спустя 22 дня наблюдений длина дуги орбиты стала достаточной для надёжного определения следующего сближения.

## Сближения
| дата             | а. е.    | расстояний до Луны | небесное тело |
| ---------------- | -------- | ------------------ | ------------- |
| 23.01.2018 12:25 | 0,011936 | 4,65               | Земля         |
| 17.01.2096 22:22 | 0,035427 | 13,8               | Земля         |